# Alexander Méndoza
Alexander Enrique Méndoza Rodas (Acajutla, 4 giugno 1990) è un calciatore salvadoregno, difensore del FAS.